# Sandro Becker (futebolista)
Sandro Becker (Redentora, 14 de janeiro de 1971) é um ex-futebolista brasileiro que atuava como zagueiro.

## Carreira

### Como jogador
Vindo da base do Internacional, disputou a Copa São Paulo de Juniores em 1990, onde se destacou no time 4º colocado. Sandro jogou no Internacional, entre 1990 e 1992, onde destacou-se pela liderança dentro e fora de campo. Iniciou como volante, mas perdeu espaço na posição tornando-se zagueiro. Na maior parte do tempo, era reserva de Célio Silva e Pinga.
Como defensor chegou à Seleção Brasileira de novos, onde foi capitão e campeão do torneio de Valência na Espanha.
Conquistou dois Campeonatos Gaúchos, além da Copa do Brasil de 1992.
Mais tarde, naquele mesmo ano de 1992, transferiu-se para o Flamengo, onde participou do grupo campeão do Campeonato Brasileiro de 1992.
Voltou para o Rio Grande do Sul e disputou o Gauchão de 1993 pelo Aimoré, de São Leopoldo.
Teve outra passagem pelo Internacional, menos gloriosa do que a primeira, porém qualificando-se para jogar no exterior. Sandro transferiu-se para o futebol alemão, onde jogou uma temporada pelo Hamburgo, e posteriormente jogou na China.
Retornou para o Brasil em 1998, onde ainda defendeu a Inter de Limeira, para a disputa do Campeonato Paulista.
Encerrou sua carreira em 1999 no Malutrom, do Paraná.

### Como empresário
Voltou a Porto Alegre, onde conheceu o zagueiro Lúcio ainda em início de carreira pelo Internacional, tornando-se seu empresário, parceira esta que culminou na criação da empresa Sbecker Assessoria Esportiva. Além de Lúcio, geriu a carreira de diversos atletas profissionais a nível de Seleção Brasileira.
Em nova investida no meio do futebol, Sandro Becker desenvolveu juntamente a parceiros locais o projeto de formação de atletas "Futebol com Vida", que incorporou o Três Passos Atlético Clube, clube da cidade onde cresceu. O projeto engloba diversas cidades e já colhe frutos na formação de atletas, sendo destaque no ano de 2015 no estado do Rio Grande do Sul.
Atualmente Sandro Becker gerencia a SBecker Assessoria Esportiva, empresa a qual gerencia a carreira de vários astros do futebol brasileiro e mundial.

## Títulos
Internacional
- Campeonato Gaúcho: 1991 e 1992
- Copa do Brasil: 1992
- Copa Turbo Motos: 2008

Flamengo
- Campeonato Brasileiro: 1992